# سعدي الطميزي
سعدي محمد حسن الطميزي هو دبلوماسي فلسطيني من مواليد 26 يناير 1961م في بلدة إذنا التابعة لمحافظة الخليل في الضفة الغربية. يشغل منذ العام 2009 منصب سفير مقيم لدولة فلسطين لدى جمهورية فيتنام الاشتراكية، وسفير غير مقيم لدى كلٍ من مملكة كمبوديا، وجمهورية لاوس الديمقراطية الشعبية. وهو متزوج وأب لأربعة أبناء.

## نشأته وتحصيله العلّمي
ولد السفير سعدي سلامة بتاريخ 1961/1/26 لإسرة من عائلة الطميزي في بلدة إذنا في محافظة الخليل، وفيها أنهى الدراسة الإعدادية ثم إنتقل عام 1976 إلى بلدة ترقوميا ليتابع دراسته في مدرسة ترقوميا الثانوية لمدة عام، ليواصل بعد ذلك دراسته الثانوية - الفرع العلمي - في مدرسة الحسين بن علي الثانوية في مدينة الخليل، وينال شهادة الثانوية العامة في عام 1979. وفور إنهائه لدراسته الثانوية، إلتحق بصفوف الثورة الفلسطينية. ثم غادر إلى فيتنام عام 1980 والتحق بجامعة هانوي وحصل على شهادة الدراسات العليا في اللغة الفيتنامية والدراسات السياسية عام 1984، ثم حصل على دبلوم عالي في الإعلام من جامعة صنعاء عام 1994.

## حياته السياسية
يعود تاريخ انخراط الطميزي في الحياة السياسية إلى عام 1976 عندما شارك في الفعاليات الوطنية المناهضة للاحتلال الإسرائيلي. ثم غادر فلسطين عام 1979 ليلتحق في صفوف الثورة الفلسطينية، وإختار فيتنام للدراسة فيها بهدف التعرف على التجربة الفيتنامية في الكفاح الوطني ونيل الاستقلال، حيث شكلت التجربة الفيتنامية بالنسبة إليه مصدراً للإلهام. ثم بعد مُضي ثلاثة أعوام على مغادرته أرض الوطن وعامين على متابعة دراسته في فيتنام، إلتحق الطميزي عام 1982 للعمل متطوعاً في القسم الإعلامي لبعثة منظمة التحرير الفلسطينية في هانوي. ثم عمل خلال الفترة الممتدة ما بين عام 1984 ولغاية عام 1989 نائباً لرئيس بعثة منظمة التحرير الفلسطينية في لاوس بوظيفة سكرتير ثاني. ثم إنتقل للعمل نائباً لرئيس بعثة سفارة دولة فلسطين في فيتنام بوظيفة سكرتير أول حتى عام 1992. ثم نائباً لرئيس بعثة سفارة دولة فلسطين في الجمهورية اليمنية بدرجة مستشار حتى عام 2003م.
شغل السفير الطميزي منصب رئيس بعثة دولة فلسطين في الجمهورية اليمنية، بوظيفة قائم بأعمال أصيل خلال العامين 2003 – 2004. ثم شغل بعد ذلك منصب سفير مقيم لدولة فلسطين في غانا، وسفير غير مقيم في كلٍ من غينيا الاستوائية وسيراليون خلال الفترة الممتدة ما بين عام 2005 ولغاية عام 2009. ثم في نهاية عام 2009، عاد إلى فيتنام ليباشر مهامه، سفير مقيم لفلسطين في فيتنام، وسفير غير مقيم في كل من مملكة كمبوديا، وجمهورية لاوس الديمقراطية الشعبية.

## إسهاماته
برز السفير الطميزي كدبلوماسي فلسطيني محترف من خلال المهام التي أُنيطَ بها منذ بدايات عمله في السلك الدبلوماسي الفلسطيني، بالإضافة إلى عمله في العديد من البعثات الدبلوماسية الفلسطينية حول العالم، فقد كُلف بالمشاركة ورئاسة وفود فلسطينية إلى العديد من المؤتمرات الإقليمية والدولية في إفريقيا وآسيا وأوروبا. كما وساهمت مشاركته مع وفود القادة الفلسطينيين وفي مقدمتهم الراحل ياسر عرفات والرئيس محمود عباس، بالتعرف على العديد من القيادات التاريخية في فيتنام.
يصنف السفير الطميزي على أنه أحد أبرز الخبراء الفلسطينين والعرب المتخصصين في منطقة جنوب شرق آسيا بشكلٍ عام، ومنطقة الهند الصينية بشكلٍ خاص، كما ويعد واحداً من قِلّة قليلة ممّن يتحدثون اللغة الفيتنامية بطلاقة. كما ويجيد اللغة الإنجليزية إلى جانب لغته الأم العربية واللغة الفيتنامية. وله العديد من المساهمات الثقافية والإعلامية، إذ يعتبر السفير الطميزي من أكثر الوجوه إطلالة في وسائل الإعلام الفيتنامية، ويحظى باحترام كبير لدى جمهور القراء والمشاهدين. وبالإضافة إلى نجاحاته في مجال الدبلوماسية الرسمية، إلا أنه استطاع أن يحقق المزيد من النجاحات في الدبلوماسية الشعبية، وذلك من خلال مشاركاته المتعددة في الفعاليات والبرامج الإعلامية. فقد حصل على جائزة التميز بعد مشاركته في مسابقة «هانوي ملتقى الأصدقاء» التي نظمها اتحاد منظمات الصداقة لمدينة هانوي عام 2010بمناسبة مرور ألف عام على تأسيس العاصمة هانوي، وذلك بعد كتابته مقالاً حول هانوي وأهميتها ودورها وذكرياته التي عاشها فيها حين حلَّ طالباً يتابع دراسته الجامعية فيها. كما وساهم السفير الطميزي من خلال كتابه الذي ألفه بعنوان «دليل ممارسة الدبلوماسية والمراسم» في تقديم دليلٍ شامل ومتكامل لقواعد ممارسة الدبلوماسية والمراسم، وكذلك نماذج المراسلات الدبلوماسية، بالإضافة إلى أشرحة مفصلة للكثير من القضايا والمسميات التي تتعلق في حقل الدبلوماسية، والذي كان له أثراً جلياً في رفع مستوى الاحترافية لدى الكادر الدبلوماسي الفلسطيني وخصوصاً بين أواسط المبتدئين في هذا المجال. وللسفير الطميزي العديد من المقالات الصحفية باللغات العربية، والإنجليزية، والفيتنامية. فضلاً عن ترجمة وتحرير بعض الأعمال الأدبية من الفيتنامية إلى العربية والعكس، بما في ذلك كتاب «ديان بيان فو - 5 معجزات لم يسبق لها مثيل في تاريخ الحروب»، والذي يروي تفاصيل معركة «ديان بيان فو» التي خاضتها القوات الفيتنامية ضد جيش الانتداب الفرنسي عام 1954، والتي إنتهت بانتصار القوات الفيتنامية تحت قيادة الجنرال فؤة نجوين جياب.